# 三國之見龍卸甲
《三國志之見龍卸甲》是一部2008年上映的香港和韩国合拍的中国历史题材动作电影，根据《三国志·赵云传》（电影原名《三国志-龙的复活》）所改编之电影，由香港導演李仁港执导，劉德華领衔主演，洪金宝和李美琪主演。电影人物角色造型，灵感都来自于日本光荣公司出品的《三国志》系列游戏，总投资约1500万美元。2008年4月3日上映。

## 故事大綱
趙雲在三國時代成名之前，遇上部队裡的兄弟罗平安。因为同是来自常山，于是结拜为异姓兄弟，罗平安为兄，赵子龙为弟。
罗平安一心要谋出头的机会，奈何在长阪坡一役护主不力。赵子龙为了救兄，于是自动请缨要上阵救主。结果上演了有名的赵云救阿斗，期间更碰上了曹操及其孙女曹婴阻擋，但是给了对方一次下马威並成功逃離曹軍追擊，因为护主有功，赵云在军中的威望日渐上升。多年過去，趙雲躍昇為威震中原的常勝將軍，而罗平安仍只是寂寂無名的一介足兵而心生怨懟，認為趙雲的功名應當非自己莫屬。
最終趙家軍出乎意料一路慘敗給曹嬰並被受困於当初结拜的地方鳳鳴山，过去齊名的关羽、张飞等五虎將成員都一一逝世，只餘自己一人仍在世。赵家軍慘敗的原因竟是出於忌妒趙雲的羅平安給曹軍通風報信，进退不得也只唯有一面等救兵，一面守山。期间赵云打开诸葛亮最后一块锦囊才知道，自己已经被诸葛亮当做诱饵，唯有退守鳳鳴山。
趙雲慨叹时不我与之际，也不怪罪羅平安出賣自己，吩咐罗平安为自己卸甲并安放在堂中，暗喻將與其他四虎共進退，同生死。之后趙雲策馬單騎杀出城外与曹婴大军决一死战，壯烈成仁。

## 人物角色
| 演員            | 角色   | 人物簡介 |
| 劉德華          | 趙子龍 | 蜀国翊军将军，第一先锋。 龍的化身，字子龍，號稱常勝將軍。 劇中臺詞只稱趙子龍，未见趙雲之称呼，趙雲二字只出現在皮影戲的帥旗及北伐時的帥旗上。 以一己之力單挑关羽、张飞兩員虎將，长坂坡之战單騎救主，威震天下。 本剧最后赵云回到鳳鳴山，卸甲上陣，一骑当千，孤身一骑杀出城外在漫天飞雪中与魏国數萬大军决一死战，最终壯烈成仁。 |
| 洪金寶          | 羅平安 | 趙雲同鄉誼兄 最后坦言出卖情报给魏国（虛構人物）。 |
| 李美琪（ 美国） | 曹嬰   | 魏國大都督 曹操的孫女（虛構人物）。 |
| 張玉嬌（幼年）  | 曹嬰   | 魏國大都督 曹操的孫女（虛構人物）。 |
| 岳華            | 劉備   | 蜀国皇帝，趙雲主公。 |
| 狄龍            | 關羽   | 蜀国前将军，镇守荆州。 劉備之義弟，是當世的萬人敵。 |
| 陳之輝          | 張飛   | 蜀国右将军，镇守汉中。 劉備之義弟，和關羽並稱萬人敵。 |
| 孟和乌力吉      | 馬超   | 蜀国左将军，镇守西川。 |
| 王洪濤          | 黃忠   | 蜀国后将军，镇守中军。 |
| 劉松仁          | 曹操   | 大汉丞相 |
| 安志傑（ 美国） | 鄧芝   | 趙雲副將 |
| 吳建豪          | 關興   | 關羽次子 |
| 濮存昕          | 諸葛亮 | 蜀国丞相 |
| 姜宏波          | 軟兒   | 趙雲之妻（虛構人物） |
|                 | 韓德   | 魏國西涼大將 |
|                 | 甘夫人 | 劉備之夫人，劉禪之母 |
| 白靜            | 糜夫人 | 劉備之夫人 |
|                 | 軟父   | 軟兒之父 |
| 洪天明          | 韩瑛   | 西凉大将韩德之长子 |
| 杨健            | 韩瑶   | 西凉大将韩德之次子 |
| 陈国会          | 韩琼   | 西凉大将韩德之三子，以弩箭射傷趙雲 |
| 张芒            | 韩琪   | 西凉大将韩德之四子 |
| 丁海峰          | 張苞   | 張飛長子 |
| 胡敬波          | 刘禅   | 劉備之子 |
| 馮瀟瀟（幼年）  | 刘禅   | 劉備之子 |

## 创作
2006年10月宣布筹拍，韩国公司泰元娱乐为主要出品方。2007年4月1日在甘肃瓜州县境内汉唐古城——石堡城开拍，主要外景地在肃北县，另外在河北的涿州影视基地也有一些拍摄，6月杀青。

## 票房
- 中国大陆：7200万人民币
- 香港：1695万港币，位列年度华语片第四位；
- 韩国：4月3日于韩国上映，首周末观影人数为178,751位居第二位[9]。截止2008年4月27日，在韩国的观影总人次达到了102万7000名，其中首尔地区的观影人数达32万1000名[10]，票房收入为658万美元[11]。
- 马来西亚：67万美元
- 新加坡：806,960美元
- 泰国：228,549美元
- 土耳其：236,142美元
- 菲律宾：46,996美元

## 奖项
| 頒獎典禮                   | 獎項             | 名字           | 結果 |
| -------------------------- | ---------------- | -------------- | ---- |
| 2009年亞洲電影大獎         | 最佳美術指導     | 李仁港         | 獲獎 |
| 2009年亞洲電影大獎         | 最佳原創音樂     | 黎允文         | 提名 |
| 第28屆香港電影金像獎       | 最佳攝影         | 張東亮         | 提名 |
| 第28屆香港電影金像獎       | 最佳美術指導     | 李仁港、馬光榮 | 提名 |
| 第28屆香港電影金像獎       | 最佳服裝造型設計 | 莊志良、黃明霞 | 提名 |
| 第28屆香港電影金像獎       | 最佳動作設計     | 洪金寶         | 提名 |
| 第28屆香港電影金像獎       | 最佳原創電影音樂 | 黎允文         | 提名 |
| 第15屆香港電影評論學會大獎 | 最佳男演員       | 洪金寶         | 提名 |
| 第15屆香港電影評論學會大獎 | 推薦電影         |                | 獲獎 |

## 趣事
在拍摄本片期间刘德华亲手缝制了一只小布偶取名为安逗，并视之为自己的亲生儿子。

## 備註
1. ↑  历史上趙雲没有阵亡，而是寿终正寝。
2. ↑  该片为王洪濤继央视电视剧《三国演义》后，二度饰演黃忠一角。
3. ↑  历史上鄧芝为文官，非武将。

## 外部参見
- 《見龍卸甲》新浪網专题报道（页面存档备份，存于）
- Yahoo奇摩電影上《三國之見龍卸甲》的資料（繁體中文）
- MSN娛樂上《三國之見龍卸甲》的資料（繁體中文）

- 開眼電影網上《三國之見龍卸甲》的資料（繁體中文）
- 豆瓣电影上《三國之見龍卸甲》的資料 （简体中文）
- 时光网上《三國之見龍卸甲》的資料（简体中文）
- AllMovie上《三國之見龍卸甲》的资料（英文）
- 爛番茄上《三國之見龍卸甲》的資料（英文）
- 香港影庫上《三國之見龍卸甲》的資料（繁體中文）
- 互联网电影数据库（IMDb）上《三國之見龍卸甲》的资料（英文）